# Карякин, Борис Иванович
Борис Иванович Карякин (1924 — 1988) — советский инженер-механик и организатор производства. Директор (с 1982—1988 годы — генеральный директор)
Куйбышевского машино-строительного производственного объединения «Металлист» (1969—1988). Лауреат Государственной премии СССР (1983). Заслуженный машиностроитель РСФСР (1984). Почётный гражданин города Самара (1984).

## Биография
Родился 14 марта 1924 года  в селе Елшанка, Николаевского района Симбирской губернии (в настоящий момент — Ульяновская область) в многодетной крестьянской семье. Отец был председателем колхоза. 
С 1940 по 1941 годы обучался в школе фабрично-заводского обучения при Евлашевском деревообрабатывающем комбинате в Пензенской области. По распределению был направлен в особую строительно-монтажную часть №7 города Пензы, где работал столяром-краснодеревщиком с 1941 по 1942 годы .
С начала Великой Отечественной войны предпринимал попытки попасть на фронт, но в связи с юным возрастом сначала был определен в тыловую учебную часть, и только в августе 1942 был зачислен в Пензенское артиллерийско-минометное училище. С 1943 года направлен в действующую армию, участник Великой Отечественной войны в составе 486-го миномётного полка 19-й отдельной миномётной бригады Резерва Верховного Главнокомандования, командовал взводом. Воевал на Южном, 4-м Украинском и 2-м Белорусском фронтах, был участником освобождения Донбасса и Украины, форсировал Сиваш, освобождал Крым, и Севастополь. За участие в войне был награждён орденами Отечественной войны 2-й степени и Красной Звезды. С 1945 по 1948 годы служил командиром взвода в составе 5-й и 20-й танковых дивизий в Северной группе войск.
С 1948 года после увольнения из рядов Советской армии, с 1948 по 1952 годы обучался в  Куйбышевском авиационном техникуме, который окончил с отличием. С 1952 по 1958 годы начал работать — мотористом-испытателем и старшим мастером, с 1958 по 1963 годы — заместитель начальника и начальник сборочного цеха, с 1963 по 1964 годы — секретарь партийного комитета Куйбышевский моторостроительный завод имени М. В. Фрунзе. С 1953 по 1958 годы без отрыва от производства обучался на вечернем отделении Куйбышевского авиационного института, получив специальность — инженера-механика.
С 1964 по 1969 годы был избран — 1-м секретарём Кировского районного комитета КПСС города Куйбышева. С 1969 по 1982 годы был директором Куйбышевского завода «Металлист», с 1982 по 1988 годы — генеральный директор Куйбышевского машино-строительного производственного объединения «Металлист». За время руководства предприятием Б. И. Карякиным  было построено множество социальных объектов и жилого фонда, были построены: санаторий-профилакторий, пионерский лагерь, дом отдыха, более тысячи шестисот  квартир, поликлиника, стадион, спортивная база и спорткомплекс. 
В 1983 году Б. И. Карякин «за освоение серийного производства ряда важных узлов ракетного двигателя НК-86» был удостоен Государственной премии СССР. В 1984 году Б. И. Карякину Указом Президиума Верховного Совета РСФСР было присвоено почётное звание — Заслуженный машиностроитель РСФСР.
Помимо основной деятельности Б. И. Карякин избирался делегатом XXIII съезда КПСС, избирался  депутатом Кировского районного, Куйбышевского городского и Куйбышевского областного Советов народных депутатов.
Скончался 19 января 1988 года в городе Куйбышеве.

## Награды
- Орден Октябрьской революции
- Два Ордена Трудового Красного Знамени
- Орден Отечественной войны II степени (03.04.1945)
- Орден Красной Звезды (06.06.1944)
- Медаль «За победу над Германией в Великой Отечественной войне 1941—1945 гг.»
- Медаль «За освобождение Варшавы» (09.06.1945)
- Медаль «В ознаменование 100-летия со дня рождения Владимира Ильича Ленина»

### Звание
- Почётный гражданин города Самара (1984[4])
- Заслуженный машиностроитель РСФСР (1984[5])

### Премии
- Государственная премия СССР (1983 — «за освоение серийного производства ряда важных узлов ракетного двигателя НК-86»)

## Семья
- жена Нина Александровна Карякина,  дочь Татьяна — врач
  - три внучки [6]
- сын Владимир - инженер
- внучка и внук

## Память
- Именем Бориса Ивановича Карякина назван один из  переулков Советском районе города Самары и на доме №9 в том же переулке установлена мемориальная доска[7])